# 真っ白なキャンバス
真っ白なキャンバス（まっしろなキャンバス）は、2017年11月に結成された日本の女性アイドルグループである。レーベルはキングレコード。通称は「白キャン」。2024年11月、解散。

## 概要
「あなたと一緒に、大きな夢を描いていきたい。この真っ白なキャンバスに。」をコンセプトに活動するアイドルグループ。結成当時は「重なり合ったそれぞれの色は、真っ白な光になる。そんなキャンバスに夢を描いてゆく」をコンセプトにしていた。 
当時20歳の青木勇斗がプロデューサーとなって2017年9月にメンバー募集、同年11月18日恵比寿CreAtoにてデビューした。
2024年5月22日、公式サイトにて11月4日のライブで解散することを発表。

## メンバー
公式サイト上のプロフィールでは年齢非公開となっている。
| 名前       | よみ            | 誕生日  | 加入期 | 出身地   | カラー               | 備考                                                          |
| ---------- | --------------- | ------- | ------ | -------- | -------------------- | ------------------------------------------------------------- |
| 小野寺梓   | おのでら あずさ | 8月8日  | 1期    | 秋田県   | 勿忘草色 （#87BCE1） |                                                               |
| 三浦菜々子 | みうら ななこ   | 9月16日 | 2期    | 神奈川県 | 茜色 （#B7282D）     | タンバリンアーティスツ所属。2018年3月28日加入。元Stereo Tokyo |
| 西野千明   | にしの ちあき   | 5月25日 | 3期    | 千葉県   | 向日葵色 （#FCC800） | 2018年12月31日加入                                            |
| 橋本美桜   | はしもと みお   | 7月26日 | 3期    | 東京都   | 撫子色 （#F4B4CC）   | 2018年12月31日加入。姉は純情のアフィリアの楠本コトリ。        |
| 浜辺ゆりな | はまべゆりな    | 2月25日 | 4期    | 千葉県   | 藤紫 （#9B95C9）     | 2020年6月22日加入                                             |
| 麦田ひかる | むぎた ひかる   | 6月14日 | 1期    | 神奈川県 | 杏色 （#F4A466）     | 2020年6月22日に卒業,2021年7月25日再加入                       |
| 鈴木えま   | すずき えま     | 2月9日  | 1期    | 埼玉県   | 翡翠色 （#38B48B）   | 2020年6月22日に卒業,2021年7月25日再加入                       |

### 旧メンバー
| 名前     | よみ            | 誕生日  | 加入期 | 出身地 | 備考                                       |
| -------- | --------------- | ------- | ------ | ------ | ------------------------------------------ |
| 立花悠子 | たちばな ゆうこ | 8月16日 | 1期    | 茨城県 | 初代リーダー。2018年11月17日をもって卒業。 |
| 秦はるか | はたはるか      | 3月15日 | 4期    | 東京都 | 2020年9月25日脱退                          |

## 略歴
2017年
- 09月03日 - メンバー応募締め切り
- 10月22日 - 公式サイト開設
- 10月27日 - 公式YouTubeチャンネル開設
- 10月28日 - 「SHOUT」音源公開
- 11月06日 - 「自由帳」音源公開
- 11月12日 - 「アイデンティティ」音源公開
- 11月18日 - お披露目公演「落とされたキャンバス」を恵比寿CREATOで開催
- 12月24日 - 「アイデンティティ」MV公開
- 12月24日 - 「モノクローム」音源公開

2018年
- 01月16日 - 「PART-TIME DREAMER」音源公開
- 02月08日 - 「Whatever happens,happens.」音源公開
- 02月24日 - 「真っ白なアトリエ vol.1 鈴木えま生誕祭」がPLUG IN STUDIOで開催
- 03月02日 - 「PART-TIME DREAMER」MV公開
- 03月12日 - 新メンバーオーディションの実施が発表される
- 03月18日 - 「清涼飲料水」ライブで初披露
- 03月25日 - 『白祭』音源公開
- 03月28日 - 1STワンマンライブ『ENDING IS BEGINNING』が渋谷チェルシーホテルで開催
- 03月28日 - 新メンバー「三浦菜々子」が加入
- 03月28日 - 1stミニアルバム「White Canvas」発売
- 03月28日 - 「Begin」ライブで初披露
- 04月01日 - 「真っ白なアトリエ vol.2 」が新宿club SCIENCEで開催
- 04月09日 - 『TOKYO IDOL QUEEN』投票で立花悠子が２位になる
- 04月20日 - 『Onokuwa Creation』に所属することが発表
- 05月19日 -  Shimokitazawa SOUND CRUISING 2018コンピレーションアルバムに『白祭』が収録
- 05月28日 - 「Shimokitazawa SOUND CRUISING 2018」に出演
- 06月02日 - 「真っ白なアトリエ vol.3 〜ワンマン直前決起集会SP！〜」が新宿LOFTで開催
- 06月09日 - 2ndワンマンライブ『Not idle but "idol"』が下北沢GARDENで開催
- 06月23日 - 「真っ白なアトリエ vol.4 〜麦田ひかる生誕祭〜」がclub asiaで開催
- 11月17日 - 1st Anniversary Tour 〜 Inchoate Atelier 〜Final公演が渋谷WWWXで開催。この日をもってリーダーの立花悠子がグループを卒業
- 12月31日 - 『Thanks HEISEI @東京』にて西野千明、橋本美桜が加入

2019年
- 03月26日 - FIFTY-FIFTY Recordsより1stシングル「闘う門には幸来たる」をリリース
- 03月26日 - 2019年3月28日のオリコンデイリー シングルランキングで「闘う門には幸来たる」が1位を獲得。
- 04月03日 - スマートフォンゲーム『ガールズビートステージ』に登場　
- 05月03日 - 3rdワンマンライブ『Pure White Palette』が渋谷 CLUB QUATTROにて開催
- 05月18日 - 横浜国立大学『清陵祭』に出演
- 07月31日 - ニコニコ本社の営業最終日に2ndシングル「いま踏み出せ夏」を実施　　
- 10月15日 - 2ndシングル「いま踏み出せ夏」をリリース。10月14日付けオリコンデイリーシングルランキングで1位を獲得。
- 10月16日 - 矢口真里の火曜The NIGHT（AbemaTV）に出演。
- 11月17日 - 東名阪ツアー『NOW STEP ON TOUR』ファイナル公演が新宿BLAZEで開催。この日に2020年3月18日にメジャーデビューすることが発表
- 11月24日 - 『東京大学 駒場祭』に出演

2020年
- 03月18日 - メジャー初シングル『桜色カメラロール』をリリース。同日オリコンデイリーシングルランキング4位
- 06月07日 - オンラインサロンを設立。
- 06月22日 - 麦田ひかる、鈴木えまが卒業。秦はるか、浜辺ゆりなが加入。
- 09月25日 - 秦はるかが体調不良により同日付でグループを脱退。
- 11月18日 -  Zepp DiverCityにて3周年記念ライブ『君と生きる』 を実施
- 12月27日 - CS日テレプラスで『真っ白なキャンバスの白チャン！』放送

2021年
- 02月24日 - メジャー1stアルバム『共創』をリリース。
- 05月31日 - 新組織『Atelier IBASHO』が結成され、新メンバー、新グループ（後にPalette Paradeとしてデビュー）メンバーを募集するオーディション開催。　
- 07月25日 - 麦田ひかる、鈴木えまが再加入
- 11月03日 - 立教大学学園祭『PRODUCE37』に出演
- 11月20日 - 4周年ワンマンライブ「わたしとばけもの」開催

2022年
- 03月08日 - テレビ東京『～iの流儀～』に出演
- 07月09日 - 河口湖ステラシアターにて、初の野外ワンマンライブ『真っ白なキャンバス フリーライブ2022 夏』を開催

2023年
- 04月01日 エイプリルフール企画として茅原実里とのコラボレーションを実施、茅原の新メンバー加入を嘘の名目として全国ツアー「だから夢、だけど現」の衣装による茅原とメンバーの合計8人の宣材写真を制作。
- 04月09日〜23日 - 全国ツアー「だから夢、だけど現」3公演を開催。
- 04月21日 - 「Heroism」Music Videoを公式YouTubeにて公開
- 04月22日 - 公式Twitterにてメンバーカラーを発表
- 07月01日 - 「Bye My Summer」Music Videoを公式YouTubeにて公開
- 07月05日 - 鈴木えまと麦田ひかるによるグループ内ユニット「むぎえま」の「プロテア」Music Videoを公式YouTubeにて公開
- 07月08日 - 河口湖ステラシアターにて、野外ワンマンライブ『真っ白なキャンバス フリーライブ2023 夏』を開催

2024年
- 5月22日 - 解散を発表。
- 11月4日 - ラストライブを開催し解散。

## 作品
順位はオリコン週間ランキング最高位。

### シングル
1. 闘う門には幸来たる（2019年3月26日、QARF-50501〜3、FIFTY-FIFTY Records、14位）[36]
2. いま踏み出せ夏（2019年10月15日、QARF-50523〜5、FIFTY-FIFTY Records、7位）
3. 桜色カメラロール (2020年3月18日、KICM-92035 KICM-2035〜6、キングレコード、7位)

### アルバム
1. 共創 (2021年2月24日、KICS-93972 KICS-3972、キングレコード、38位)[37]

## ライブ

### ワンマンライブ

#### 2018年
- 3月28日 - 1STワンマンライブ『ENDING IS BEGINNING』(東京・渋谷チェルシーホテル)
- 6月9日 - 2ndワンマンライブ『Not idle but "idol"』(東京・下北沢GARDEN)

#### 2019年
- 5月3日 - 3rdワンマンライブ『Pure White Palette』(東京・渋谷 CLUB QUATTRO)

### 1st Anniversary Tour 〜 Inchoate Atelier 〜
| 開催日         | 場所                         | 出演者                       | 備考                                   |
| -------------- | ---------------------------- | ---------------------------- | -------------------------------------- |
| 2018年10月27日 | HEAVEN’S ROCK さいたま新都心 | 真っ白なキャンバス           |                                        |
| 2018年11月4日  | 横浜BAYSIS                   | 真っ白なキャンバス/なんキニ! |                                        |
| 2018年11月10日 | 水戸SONIC                    | 真っ白なキャンバス/FES☆TIVE  |                                        |
| 2018年11月17日 | shibuya www x                | 真っ白なキャンバス           | この日をもって立花悠子がグループを卒業 |

#### 2023年
- 7月8日 - 野外ワンマンライブ『真っ白なキャンバス フリーライブ2023 夏』（山梨・富士河口湖町 河口湖ステラシアター）

### 対バンライブ・フェス

#### 2023年
- 7月15日 - SPARK 2023 in YAMANAKAKO 【YANAGI STAGE・SPARK STAGE】（山梨・山中湖村　山中湖交流プラザ きらら）

## 出演

### テレビ・ウェブテレビ
- 「矢口真里の火曜The NIGHT」 (2019年3月20日、10月16日、ABEMA SPECIAL)
- 「カワイク大爛闘!バトルロアイドル Vol.1」（2020年6月4日 - 6月25日、日本テレビ）
- 「カワイク大爛闘!バトルロアイドル Vol.2」（2020年10月9日 - 10月16日、日本テレビ）
- 「真っ白なキャンバスの白チャン！」（2020年12月27日、日テレプラス）
- 「白キャン応援委員会」（2021年11月12日 - 、YouTube）

### ラジオ
- DJ Tomoaki's Radio Show!（2020年2月6日、下北FM）- 三浦菜々子
- Fine!!（2020年3月17日、TBSラジオ）- 小野寺梓・橋本美桜
- ミューコミプラス（2020年11月24日、ニッポン放送）- 小野寺梓・三浦菜々子
- 夢アドの.な○○（2021年1月13日、渋谷クロスFM）- 三浦菜々子
- DIG!!!!!!!! FUKUOKA（2021年4月13日、FM FUKUOKA）- 橋本美桜
- らじいしワイド764（2021年4月14日、ラジオ石巻）- 浜辺ゆりな
- music x serendipity（2021年4月15日、LOVE FM福岡）- 西野千明
- チュウモリ木曜日 推シマシ（2021年5月6日、CBCラジオ）- 小野寺梓・浜辺ゆりな
- ラジオiNEWS（2021年11月前半週、ラジオNIKKEI）- 11月4日小野寺梓・浜辺ゆりな、11月11日三浦菜々子・西野千明

### ゲーム
- アイコイノート（2020年4月27日、GMOプレイミュージック）[38]

### メンバー SNS
- 小野寺梓 (@azusa_shirokyan) - X
- 小野寺梓 (@onoderaco) - Instagram
- 小野寺梓 (@azusa_shirokyan) - ツイキャス
- 小野寺梓 (@onoderaco) - TikTok
- 小野寺梓 - SHOWROOM
- 三浦菜々子 (@nanako_miura) - X
- 三浦菜々子 (@miura_nanako) - Instagram
- 三浦菜々子 (@nanako_miura) - ツイキャス
- 三浦菜々子 - SHOWROOM
- 橋本美桜 (@mio_shirokyan) - X
- 橋本美桜 (@mio_ebichan) - Instagram
- 橋本美桜 (@mio_shirokyan) - ツイキャス
- 橋本美桜 - SHOWROOM
- 西野千明 (@chiak_shirokyan) - X
- 西野千明 (@konnichaaaki) - Instagram
- 西野千明 (@shirokyanchiaki) - TikTok
- 西野千明 (@chiak_shirokyan) - ツイキャス
- 西野千明 - SHOWROOM
- 浜辺ゆりな (@yrn_shirokyan) - X
- 浜辺ゆりな (@hamabe_yurina) - Instagram
- すこてぃっしゅふぉーるど (@sco_zuwari) - TikTok
- 浜辺ゆりな (@yrn_shirokyan) - ツイキャス
- 浜辺ゆりな - SHOWROOM
- 鈴木えま (@em_shirokyan) - X
- 鈴木えま (@ema_0209_) - Instagram
- 鈴木えま (@em_shirokyan) - TikTok
- 鈴木えま (@em_shirokyan) - ツイキャス
- 鈴木えま - SHOWROOM
- 麦田ひかる (@hkr_shirokyan) - X
- 麦田ひかる (@m_hikaranai) - Instagram
- 麦田ひからない (@m_hikaranai) - TikTok
- 麦田ひかる (@hkr_shirokyan) - ツイキャス
- 麦田ひかる - SHOWROOM